# Henry du Pré Labouchère
Henry Dupré Labouchère, född den 9 november 1831 i London, död den 15 januari 1912 i Florens, var en brittisk politiker och publicist, brorson till Henry Labouchere, 1:e baron Taunton.
Labouchère ägnade sig 1854-64 åt den diplomatiska banan, tillhörde underhuset 1866-68 som liberal och representerade där 1880-1906 som avancerad radikal Northampton. Labouchère skrev under Paris belägring mycket uppmärksammade korrespondenser därifrån till "Daily News", var därefter en tid cityredaktör i "The World" och uppsatte 1876 societetstidningen "Truth", vilken till en tid vann mycket stor spridning genom avslöjanden av diverse finansiella och sociala skandaler. 
I underhuset var Labouchère en flitig, för både konservativa och liberala ministärer ofta besvärlig debattör och avgav bland annat som medlem av den undersökningskommission, som 1896 tillsattes rörande Jamesonräden, ett separatbetänkande riktat mot Cecil Rhodes.